# Elisabeth Büttner (Malerin)
Elisabeth Johanna Katharina Büttner (* 4. Dezember 1853 in Hamburg; † 5. April 1934 ebenda) war eine deutsche Porträt- und Landschaftsmalerin sowie Pädagogin.

## Leben
Elisabeth Büttner wurde 1853 als Tochter des Hamburger Kaufmanns Johann Christoph Büttner geboren. Sie studierte an der Damen-Akademie des Münchner Künstlerinnenvereins sowie in Paris Malerei. Nach ihrer Ausbildung war sie zu Studien und als Lehrerin in Ungarn, Amerika und Russland. Anfang der 1890er Jahre arbeitete sie an der Münchner Damen-Akademie als Lehrerin für die Fächer „Übung Anatomie“ sowie „Gips- und Vorbereitungsklasse“. 1897 besuchte sie in Rothenburg ob der Tauber die Malschule von Elise Mahler (1856–1924) und Maria Ressel (1877–1945), wobei zu diesen Künstlerinnen eine dreißig Jahre andauernde Freundschaft entstand.

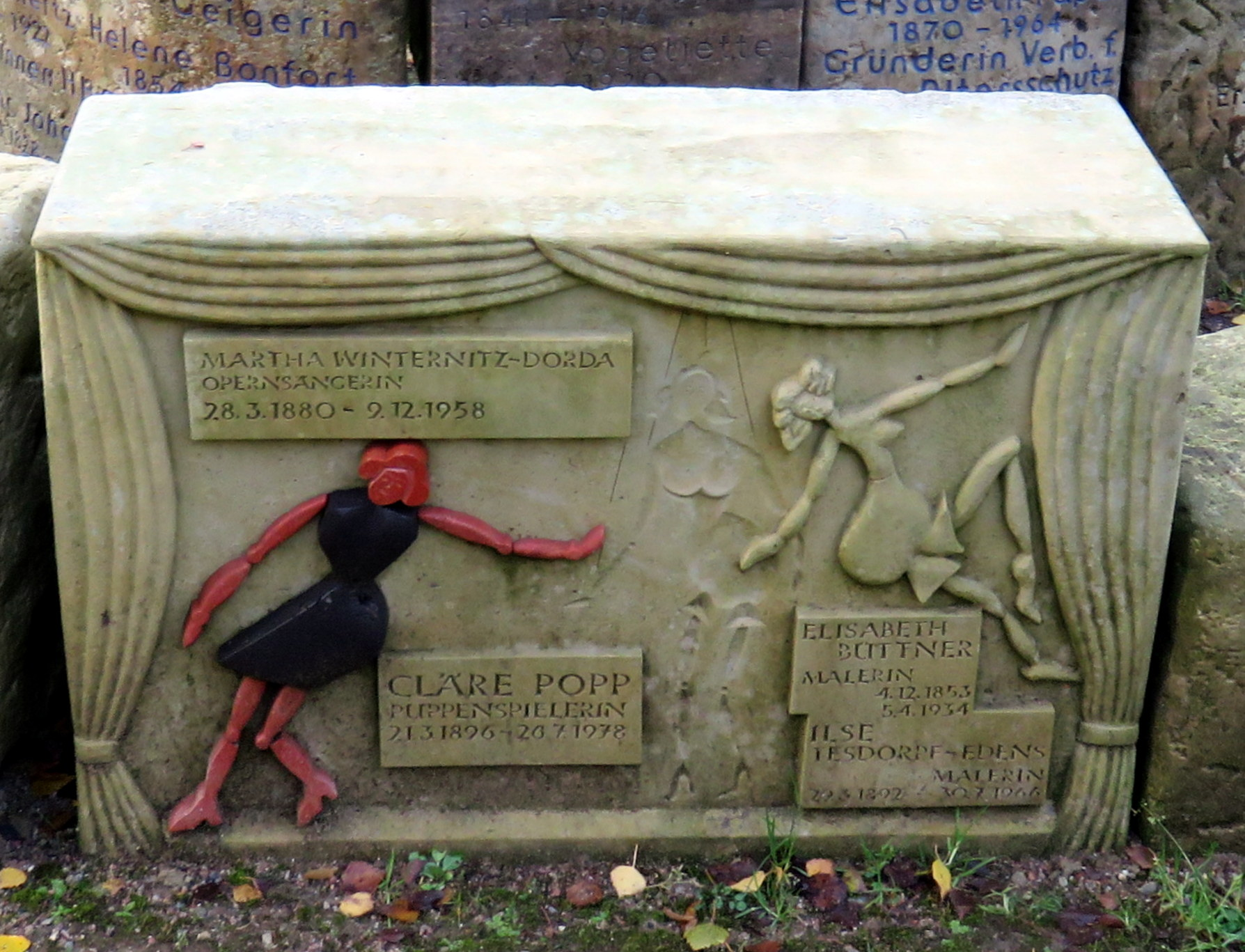
Erinnerungsstein auf dem Friedhof Ohlsdorf

Als Elisabeth Büttner zu Beginn des 20. Jahrhunderts in den Volksschuldienst berufen werden sollte, wählte sie die freischaffende Tätigkeit als Porträtmalerin. Ab ca. 1900 war sie unter verschiedenen Adressen in Hamburg als Porträtmalerin gemeldet, so z. B. in der Lübecker Straße 4, im Schwanenwiek 29 und ab 1908 in der Brückwiesenstraße 31, wo sie sich eine kleine Villa mit Atelier und Malschule hatte errichten lassen. Ihre Arbeiten waren neben Porträts auch Interieurs, Stillleben sowie Landschaften.
Im Jahre 1904 kam Elisabeth Büttner erstmals auf die Insel Hiddensee, regelmäßige Sommeraufenthalte folgten ab 1910. Um 1915 erwarb sie in Vitte das „Hexenhaus“, eine reetgedeckte, 1755 erbaute Fischerkate (Süderende 105). Elisabeth Büttner war Malgast des 1919 von Henni Lehmann auf der Insel Hiddensee gegründeten Hiddensoer Künstlerinnenbundes. 1930 verkaufte sie, verarmt und krank, das Haus an die Berlinerin Annemarie Pallat, die Ehefrau des Archäologen Ludwig Pallat. Während ihrer letzten Lebensjahre wohnte Elisabeth Büttner in einem Versorgungsheim im Baumkamp 71 in Hamburg. Im Garten der Frauen auf dem Hamburger Friedhof Ohlsdorf wird an sie erinnert.

## Werke (Auswahl)
- Porträt Kapitänswitwe Hansen
- Porträt Heinrich Mahler, Mühlenbesitzer in Harrislee